# Omleiding van de noordwaartse loop van de grote Siberische rivieren

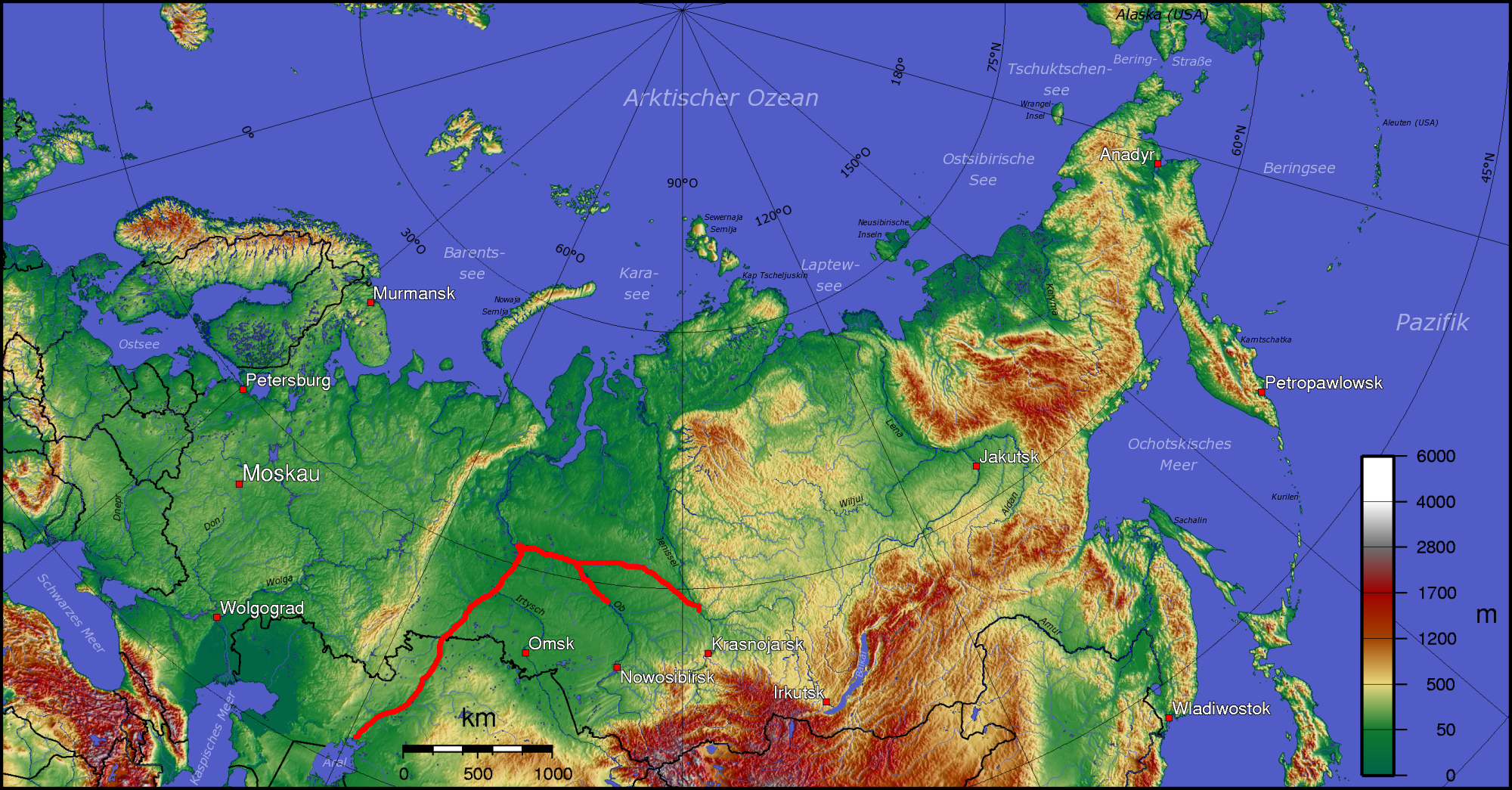
De lay-out van een van de belangrijkste voorgestelde watertransportroutes

De Sovjet-Unie had plannen voor de omleiding van de noordwaartse loop van de grote Siberische rivieren (Russisch: Переброска части стока сибирских рек в Казахстан и Среднюю Азию) naar het zuiden. Deze plannen behelsden de omkeer van grote rivieren die in noordelijke richting naar de Noordelijke IJszee stromen, zoals de Petsjora, Kama, Tobol, Isjim, Irtysj en Ob, naar het zuiden, in de richting van de grote landbouwgebieden van Centraal-Azië. Dit werd niet direct gedaan omwille van irrigatiedoeleinden, maar om de – als gevolg van enorme landbouwprojecten (zoals die van de Maagdelijke-grondencampagne) – steeds kleiner wordende Kaspische Zee en het Aralmeer aan te vullen met nieuw water.

## Geschiedenis

### Stalintijdperk
Onder leiding van Jozef Stalin had de Sovjet-Unie een reeks grote waterbouwprojecten op stapel gezet, waaronder een aantal stuwdammen ten behoeve van de energievoorziening; en een aantal kanalen ten behoeve van de scheepvaart: het Moskoukanaal (voltooid in 1937), het Witte Zeekanaal (1931-33) het Wolga-Donkanaal (1938-52) en het Karakumkanaal (1954-88). Dit laatste kanaal diende om katoenplantages in de Karakum te bevloeien. Aangezien de Sovjet-Unie zelfvoorzienend wilde zijn wat betreft katoen en deze plant in het land slechts kon groeien in het warme Midden-Aziatische klimaat, moesten de droge steppen van Kazachstan, Oezbekistan en Turkmenistan van water voorzien worden.
Onder deze omstandigheden werd in 1933 door de wiskundige Krizjanovski het idee geopperd de Siberische rivieren af te buigen naar het zuiden. Het werd geestdriftig overgenomen door Stalin, die het Ministerie van Waterhuishouding (MinVodChoz) meteen uitgebreide onderzoeken liet instellen naar de uitvoerbaarheid van het plan.
Onder meer door middel van de aanleg van een kanaal tussen de Dvina en de Wolga en een ongelooflijk lang kanaal tussen de Ob en de Amu Darja en verder door de bouw van dammen voorzien van gemalen, moesten vijf rivieren tegen de zwaartekracht in geleid worden, om uiteindelijk af te wateren op de Kaspische Zee in plaats van de noordelijke zeeën (Witte Zee en Karazee). Stroomafwaarts zouden er dan weer krachtcentrales gebouwd kunnen worden om energie terug te winnen. In totaal zou het moeten gaan om een debiet van 60 km³ water per jaar.
Op zich was het idee niet nieuw; interbasin transfer was en wordt in alle werelddelen uitgevoerd, in kleinere en grotere projecten. Alleen de schaal kende zijns gelijke niet.
Nikita Chroesjtsjov, die na de dictatuur van Stalin een gematigder lijn volgde, liet (in 1953) meer dan een miljoen goelaggevangenen vrij, daarmee een van de pijlers onder het project verwijderend. In plaats van uitvoering van het plan gelastte hij daarom verdere onderzoeken. Eind jaren vijftig werkten er tegen de 70.000 onderzoekers aan de voorbereiding.

### Jaren zeventig
Chroesjtsjovs opvolger Leonid Brezjnev was wel genegen het prestigieuze plan uit te voeren. Tijdens een bijeenkomst van het IAEA in 1971 in Wenen maakten de Sovjetautoriteiten informatie bekend over succesvolle grondverzetwerkzaamheden, waarbij gebruik was gemaakt van 15-KT zware atoomwapens, die op een afstand van ongeveer 150 meter van elkaar waren geplaatst. Ze verklaarden dat hierbij slechts verwaarloosbare fall-out had plaatsgevonden. Het project stond onder grote kritiek. In 1973 werd begonnen met het tot uitvoer brengen van de plannen om de Petsjora en de Kama om te leiden in de richting van de Wolga (het voorgestelde Petsjora-Kamakanaal) en verder naar Centraal-Azië door middel van een kanaal dat door 250 nucleaire explosies moest worden gevormd als onderdeel van het programma Nucleaire Explosies voor de Nationale Economie. De eerste explosie (Tajga) bij het dorpje Vasjoekovo (in het district Tsjerdynski van de Oblast Perm op ongeveer 100 kilometer ten noorden van de stad Krasnovisjersk) ging echter niet zoals gepland: er ontstond een radioactief meer van 720 bij 300 meter en het plan werd daarop onmiddellijk stopgezet. Dit meer is tot op heden radioactief besmet. 
In 1979 presenteerden de waterbouwers hun definitieve ontwerpplannen en een jaar later was het eerste, gemakkelijkste deel van het plan uitgevoerd: de afsluiting van de baai van Kara Bogaz. In 1985 werd aanstalten gemaakt voor een vervolgstap: een verbinding tussen de Dvina en de Wolga. Intussen was er echter van de kant van de Schrijversbond weerstand gekomen tegen de grote Sovjetwaterbouwprojecten. De Sovjetschrijvers, die in de tijd van Stalin de communistische werken uitsluitend toejuichten (tegenstemmen werden niet geduld) hadden zich er sinds de ‘dooiperiode’ onder Chroesjtsjov tegen gekeerd met boeken zoals over door stuwmeren verzwolgen plattelandsdorpen. Onder aanvoering van Valentin Raspoetin werd het schrijversprotest zo heftig dat verdere uitvoering van de perebroska onmogelijk werd en in 1986 gelastte de laatste Sovjetleider, Michail Gorbatsjov, de definitieve stopzetting van het project.

### Jaren tachtig
Begin jaren tachtig kwamen Sovjetwetenschappers met het onheilspellende bericht dat de watervoorraden uitgeput zouden kunnen zijn tegen de millenniumwisseling als geen actie zou worden ondernomen. Hierop werd het project opnieuw uit de kast gehaald, maar de kritiek op de hoge kosten bleven. Bovendien kwamen er morrende geluiden van de Siberische autoriteiten, die tegen het onttrekken van 'hun water' waren.
Toen Michail Gorbatsjov aan de macht kwam en zijn economisch beleid verzette van gigantische geldverslindende projecten naar meer haalbare doelstellingen, verdween het plan opnieuw van tafel. Volgens sommigen was zijn vrouw Raisa Gorbatsjova, die fel tegen het plan was, ook debet aan het feit dat de plannen uiteindelijk werden stopgezet in het midden van de jaren tachtig.

### Recente jaren
Hoewel sindsdien de Sovjet-Unie uiteenviel, bleef het waterpeil van het Aralmeer verder dalen als gevolg van de landbouw (het waterpeil van de Kaspische Zee stijgt sindsdien weer door een grotere aanvoer van water door de Wolga (mogelijk vanwege de opwarming van de aarde). Zowel de burgemeester van Moskou, Joeri Loezjkov als de Oezbeekse president Islom Karimov en de Kazachse president Noersoeltan Nazarbajev verklaarden begin 21e eeuw opnieuw te willen praten over het omleidingsplan. Volgens Joezjkov zou een 2500 kilometer lang kanaal moeten worden gegraven, dat het "overtollige water" van de Ob naar het zuiden zou moeten vervoeren. Volgens natuurbeschermers en regionale Siberische autoriteiten heeft de Ob echter helemaal geen overschot en zou een omleiding voor een enorme ecologische ramp kunnen zorgen.